# Опасность из глубины
«Опасность из глубины» (англ. Danger Beneath the Sea) — американский триллер.
Слоган фильма: «На атомной субмарине только один человек может начать войну».

## Сюжет
Первый выход коммандера Майлза Шеффилда в качестве командира атомной подводной лодки. Район патрулирования — у побережья Северной Кореи. Задание — наблюдение за пуском северокорейской ракеты с ядерной боеголовкой. При запуске ракета взорвалась в воздухе и на подводной лодке, находившейся на перископной глубине, выходит из строя радиооборудование. Связь со штабом потеряна. Часть офицерского состава лодки считает, что началась ядерная война и выступает за нанесение ответного удара. Однако командир в это не верит. Старший помощник объявляет его больным и захватывает командование подводной лодкой. Бунтовщики готовят ядерные ракеты к запуску. Перед коммандером Шеффилдом встаёт непростая задача снова взять контроль в свои руки…

## В ролях
| Актёр             | Роль                    |
| ----------------- | ----------------------- |
| Каспер Ван Дьен   | коммандер Майлз Шеффилд |
| Джеральд МакРейни | адмирал Джастис         |

## Интересные факты
В фильме показана вымышленная подводная лодка «Лэнсинг» /англ. USS Lansing (SSN-795)/ реально существующего класса «Вирджиния» (SSN-774).